# Pegesimallus griseus
Pegesimallus griseus là một loài ruồi trong họ Asilidae. Pegesimallus griseus được Oldroyd miêu tả năm 1970. Loài này phân bố ở vùng nhiệt đới châu Phi.